# مارگو (هنرپیشه)
مارگو (انگلیسی: Margo؛ ۱۰ مهٔ ۱۹۱۷ – ۱۷ ژوئیهٔ ۱۹۸۵) یک هنرپیشه اهل مکزیک بود.
از فیلم‌ها یا برنامه‌های تلویزیونی که وی در آن نقش داشته است می‌توان به زنده‌باد زاپاتا! (۱۹۵۲)، فردا گریه می‌کنم (۱۹۵۵)، افق گمشده (۱۹۳۷)، خاطرات یک زن خانه‌دار دیوانه (۱۹۷۰) اشاره کرد.